# US-amerikanische Farbfilme in Ansco Color
Die Liste der US-amerikanischen Farbfilme in Ansco Color führt alle abendfüllenden Spielfilme kleinerer US-amerikanischer Filmproduktionsgesellschaften auf, deren Farbaufnahmen von Ansco Color stammen. 

## Filmliste
- 1948: 16 Fathoms Deep
- 1949: Alice im Wunderland (Alice in Wonderland)
- 1949: Der Mann vom Eiffelturm (The Man on the Eiffel Tower)
- 1951: Der Todesfelsen von Colorado (New Mexico)
- 1952: Bwana der Teufel (Bwana Devil)
- 1953: The Great Jesse James Raid
- 1953: Sins of Jezebel
- 1954: Der rote Speer (The Scarlet Spear)
- 1954: Schwarze Piraten (The Black Pirates)
- 1955: Einer gegen alle (Stranger on Horseback)
- 1956: Patrouille des Todes (Massacre)